# Slam, ce qui nous brûle
Slam, ce qui nous brûle es una película del año 2008.

## Sinopsis
A través del retrato de cuatro artistas de slam, Nëggus, Luciole, Hocine Ben y Julien Delmaire, la película enseña la diversidad del movimiento slam en Francia y se interesa por las raíces de este movimiento oral. Mediante veladas abiertas al público y entrevistas, muestra a unos artistas que se han vuelto a apropiar del idioma francés más allá de cualquier barrera geográfica o social, y un renacimiento de la poesía y de la escritura.